# パナソニックスポーツ
パナソニック スポーツ株式会社は、パナソニックホールディングス株式会社が運営する企業スポーツ活動の運営会社として2022年4月1日に設立された企業である。

## 概要
パナソニック（当時）は2020年9月に企業スポーツ活動を持続可能な事業にしていくため、同年10月1日に「スポーツマネジメント推進室」を専任組織として設立し、パナソニック全体で中長期的な視点からスポーツマネジメント事業の拡大を図ることを発表した。
これをさらに拡大し、2022年4月1日から採用された持株会社制による事業会社制への移行に伴い、これら親会社であるパナソニックホールディングスのスポーツクラブ事業を分社化し、埼玉パナソニックワイルドナイツ（男子ラグビー部）、大阪ブルテオン（男子バレーボール部）、並びに当社の子会社として運営するガンバ大阪（男子サッカー部）を事業化チームとして、チーム強化・主催試合における興行を展開するほか、パナソニック野球部（男子硬式野球部）とパナソニックエンジェルス（女子陸上競技部）の運営も委託することになった。
2023年3月、大阪エヴェッサとオフィシャルゴールドパートナー契約を締結。

## 企業概要
- 法人名:パナソニックスポーツ株式会社
- 資本金:1億円
- 登記上本店・本社所在地:東京都千代田区有楽町1-1-2・東京日比谷ミッドタウン内
- 運営チーム:パナソニックホールディングスが運営する下記チームの運営委託。
  - 埼玉パナソニックワイルドナイツ（ラグビー部　所在地:埼玉県熊谷市）
  - 大阪ブルテオン（男子バレーボール部　所在地:大阪府枚方市）
  - パナソニック野球部（所在地:大阪府枚方市[4]）
  - パナソニックエンジェルス（女子陸上競技部　所在地:神奈川県横浜市）の運営委託。
- 子会社:ガンバ大阪（男子サッカー部　所在地:大阪府吹田市）
- オフィシャルゴールドパートナー契約:大阪エヴェッサ（所在地:大阪府大阪市）
- その他引き続きパナソニックホールディングスが直接運営するクラブ
  - パナソニック インパルス（男子アメリカンフットボール部　所在地:大阪府門真市）
  - パナソニックブルーベルズ（女子バレーボール部　所在地:大阪府門真市）
  - パナソニック剣道部（所在地:大阪府門真市）
- かつてパナソニックホールディングス（旧パナソニック）が直接関与していたクラブ
  - パナソニックエナジー洲本サッカー部（所在地:兵庫県洲本市）
  - パナソニックエナジー徳島サッカー部（所在地:徳島県板野郡松茂町）
  - パナソニック岡山サッカー部（所在地:岡山県岡山市=現在はヴァジュラ岡山というクラブチームで活動）
  - パナソニックトライアンズ（所在地:大阪府枚方市=現在は和歌山県和歌山市を本拠として和歌山トライアンズというクラブチームで活動）